# Prémio Satellite de melhor atriz em série musical ou de comédia
O Prémio Satellite de melhor atriz em série musical ou de comédia é entregue anualmente pela International Press Academy para as melhores Atrizes dos Gêneros Comédia e Musical.

## Vencedoras

### 1990s
| Ano  | Vencedoras e Indicadas | Serie                 | Personagem            |
| ---- | ---------------------- | --------------------- | --------------------- |
| 1996 | Jane Curtin            | 3rd Rock from the Sun | Mary Albright         |
| 1996 | Fran Drescher          | The Nanny             | Fran Fine             |
| 1996 | Helen Hunt             | Mad About You         | Jamie Stemple Buchman |
| 1996 | Cybill Shepherd        | Cybill                | Cybill Sheridan       |
| 1996 | Lea Thompson           | Caroline in the City  | Caroline Duffy        |
| 1997 | Tracey Ullman          | Tracey Takes On...    | Various characters    |
| 1997 | Jane Curtin            | 3rd Rock from the Sun | Mary Albright         |
| 1997 | Ellen DeGeneres        | Ellen                 | Ellen Morgan          |
| 1997 | Helen Hunt             | Mad About You         | Jamie Stemple Buchman |
| 1997 | Brooke Shields         | Suddenly Susan        | Susan Keane           |
| 1998 | Ellen DeGeneres        | Ellen                 | Ellen Morgan          |
| 1998 | Calista Flockhart      | Ally McBeal           | Ally McBeal           |
| 1998 | Helen Hunt             | Mad About You         | Jamie Stemple Buchman |
| 1998 | Phylicia Rashad        | Cosby                 | Ruth Lucas            |
| 1998 | Brooke Shields         | Suddenly Susan        | Susan Keane           |
| 1998 | Illeana Douglas        | Action                | Wendy Ward            |
| 1998 | Jennifer Aniston       | Friends               | Rachel Green          |
| 1998 | Jenna Elfman           | Dharma & Greg         | Dharma Montgomery     |
| 1998 | Calista Flockhart      | Ally McBeal           | Ally McBeal           |
| 1998 | Jane Leeves            | Frasier               | Daphne Moon           |

### 2000s
| Ano  | Vencedoras e Indicadas | Serie                                       | Personagem                |
| ---- | ---------------------- | ------------------------------------------- | ------------------------- |
| 2000 | Lisa Kudrow            | Friends                                     | Phoebe Buffay             |
| 2000 | Jenna Elfman           | Dharma & Greg                               | Dharma Montgomery         |
| 2000 | Jane Krakowski         | Ally McBeal                                 | Elaine Vassal             |
| 2000 | Wendie Malick          | Just Shoot Me!                              | Nina Van Horn             |
| 2000 | Laura San Giacomo      | Just Shoot Me!                              | Maya Gallo                |
| 2001 | Debra Messing          | Will & Grace                                | Grace Adler               |
| 2001 | Jenna Elfman           | Dharma & Greg                               | Dharma Montgomery         |
| 2001 | Lauren Graham          | Gilmore Girls                               | Lorelai Gilmore           |
| 2001 | Jane Kaczmarek         | Malcolm in the Middle                       | Lois                      |
| 2001 | Lisa Kudrow            | Friends                                     | Phoebe Buffay             |
| 2002 | Debra Messing          | Will & Grace                                | Grace Adler               |
| 2002 | Jennifer Aniston       | Friends                                     | Rachel Green              |
| 2002 | Alexis Bledel          | Gilmore Girls                               | Rory Gilmore              |
| 2002 | Lauren Graham          | Gilmore Girls                               | Lorelai Gilmore           |
| 2002 | Bonnie Hunt            | Life with Bonnie                            | Bonnie Molloy             |
| 2003 | Jane Kaczmarek         | Malcolm in the Middle                       | Lois                      |
| 2003 | Lauren Graham          | Gilmore Girls                               | Lorelai Gilmore           |
| 2003 | Bonnie Hunt            | Life with Bonnie                            | Bonnie Molloy             |
| 2003 | Debra Messing          | Will & Grace                                | Grace Adler               |
| 2003 | Alicia Silverstone     | Miss Match                                  | Kate Fox                  |
| 2003 | Wanda Sykes            | Wanda at Large                              | Wanda Mildred Hawkins     |
| 2004 | Portia de Rossi        | Arrested Development                        | Lindsay Bluth Fünke       |
| 2004 | Marcia Cross           | Desperate Housewives                        | Bree Van de Kamp          |
| 2004 | Teri Hatcher           | Desperate Housewives                        | Susan Mayer               |
| 2004 | Felicity Huffman       | Desperate Housewives                        | Lynette Scavo             |
| 2004 | Lauren Graham          | Gilmore Girls                               | Lorelai Gilmore           |
| 2004 | Maya Rudolph           | Saturday Night Live                         | Various characters        |
| 2005 | Felicity Huffman       | Desperate Housewives                        | Lynette Scavo             |
| 2005 | Mary-Louise Parker     | Weeds                                       | Nancy Botwin              |
| 2005 | Candice Bergen         | Boston Legal                                | Shirley Schmidt           |
| 2005 | Lauren Graham          | Gilmore Girls                               | Lorelai Gilmore           |
| 2005 | Elizabeth Perkins      | Weeds                                       | Celia Hodes               |
| 2006 | Marcia Cross           | Desperate Housewives                        | Bree Van de Kamp          |
| 2006 | America Ferrera        | Ugly Betty                                  | Betty Suarez              |
| 2006 | Laura Kightlinger      | The Minor Accomplishments of Jackie Woodman | Jackie Woodman            |
| 2006 | Lisa Kudrow            | The Comeback                                | Valerie Cherish           |
| 2006 | Julia Louis-Dreyfus    | The New Adventures of Old Christine         | Christine Campbell        |
| 2006 | Mary-Louise Parker     | Weeds                                       | Nancy Botwin              |
| 2007 | America Ferrera        | Ugly Betty                                  | Betty Suarez              |
| 2007 | Tina Fey               | 30 Rock                                     | Liz Lemon                 |
| 2007 | Anna Friel             | Pushing Daisies                             | Charlotte Charles         |
| 2007 | Patricia Heaton        | Back to You                                 | Kelly Carr                |
| 2007 | Felicity Huffman       | Desperate Housewives                        | Lynette Scavo             |
| 2007 | Julia Louis-Dreyfus    | The New Adventures of Old Christine         | Christine Campbell        |
| 2008 | Tracey Ullman          | Tracey Ullman's State of the Union          | Various characters        |
| 2008 | Christina Applegate    | Samantha Who?                               | Samantha Newly            |
| 2008 | America Ferrera        | Ugly Betty                                  | Betty Suarez              |
| 2008 | Tina Fey               | 30 Rock                                     | Liz Lemon                 |
| 2008 | Julia Louis-Dreyfus    | The New Adventures of Old Christine         | Christine Campbell        |
| 2008 | Mary-Louise Parker     | Weeds                                       | Nancy Botwin              |
| 2009 | Lea Michele            | Glee                                        | Rachel Berry              |
| 2009 | Julie Bowen            | Modern Family                               | Claire Dunphy             |
| 2009 | Toni Collette          | United States of Tara                       | Tara Gregson/T/Buck/Alice |
| 2009 | Brooke Elliott         | Drop Dead Diva                              | Jane Bingum/Deb Dobson    |
| 2009 | Edie Falco             | Nurse Jackie                                | Nurse Jackie              |
| 2009 | Tina Fey               | 30 Rock                                     | Liz Lemon                 |
| 2009 | Mary-Louise Parker     | Weeds                                       | Nancy Botwin              |

### Anos 2010
| Ano  | Vencedoras e Indicadas | Serie                   | Personagem                                            |
| ---- | ---------------------- | ----------------------- | ----------------------------------------------------- |
| 2010 | Laura Linney           | The Big C               | Cathy Jamison                                         |
| 2010 | Jane Adams             | Hung                    | Tanya Skagle                                          |
| 2010 | Toni Collette          | United States of Tara   | Tara Gregson/T/Buck/Alice/Shoshana Schoenbaum/Chicken |
| 2010 | Edie Falco             | Nurse Jackie            | Jackie Peyton                                         |
| 2010 | Tina Fey               | 30 Rock                 | Liz Lemon                                             |
| 2010 | Lea Michele            | Glee                    | Rachel Berry                                          |
| 2010 | Mary-Louise Parker     | Weeds                   | Nancy Botwin                                          |
| 2011 | Martha Plimpton        | Raising Hope            | Virginia Chance                                       |
| 2011 | Zooey Deschanel        | New Girl                | Jessica Day                                           |
| 2011 | Felicity Huffman       | Desperate Housewives    | Lynette Scavo                                         |
| 2011 | Laura Linney           | The Big C               | Cathy Jamison                                         |
| 2011 | Melissa McCarthy       | Mike & Molly            | Molly Flynn                                           |
| 2011 | Amy Poehler            | Parks and Recreation    | Leslie Knope                                          |
| 2012 | Kaley Cuoco            | The Big Bang Theory     | Penny                                                 |
| 2012 | Christina Applegate    | Up All Night            | Reagan Brinkley                                       |
| 2012 | Laura Dern             | Enlightened             | Amy Jellicoe                                          |
| 2012 | Lena Dunham            | Girls                   | Hannah Horvath                                        |
| 2012 | Julia Louis-Dreyfus    | Veep                    | Selina Meyer                                          |
| 2012 | Amy Poehler            | Parks and Recreation    | Leslie Knope                                          |
| 2013 | Taylor Schilling       | Orange Is the New Black | Piper Chapman                                         |
| 2013 | Laura Dern             | Enlightened             | Amy Jellicoe                                          |
| 2013 | Zooey Deschanel        | New Girl                | Jessica "Jess" Day                                    |
| 2013 | Lena Dunham            | Girls                   | Hannah Horvath                                        |
| 2013 | Edie Falco             | Nurse Jackie            | Jackie Payton                                         |
| 2013 | Julia Louis-Dreyfus    | Veep                    | Selina Meyer                                          |
| 2013 | Amy Poehler            | Parks and Recreation    | Leslie Knope                                          |
| 2013 | Jessica Walter         | Arrested Development    | Lucille Bluth                                         |
| 2014 | Mindy Kaling           | The Mindy Project       | Mindy Lahiri                                          |
| 2014 | Zooey Deschanel        | New Girl                | Jessica "Jess" Day                                    |
| 2014 | Edie Falco             | Nurse Jackie            | Jackie Payton, RN                                     |
| 2014 | Julia Louis-Dreyfus    | Veep                    | Selina Meyer                                          |
| 2014 | Emmy Rossum            | Shameless               | Fiona Gallagher                                       |
| 2014 | Taylor Schilling       | Orange Is the New Black | Piper Chapman                                         |
| 2015 | Taylor Schilling       | Orange Is the New Black | Piper Chapman                                         |
| 2015 | Jamie Lee Curtis       | Scream Queens           | Dean Cathy Munsch                                     |
| 2015 | Julia Louis-Dreyfus    | Veep                    | Selina Meyer                                          |
| 2015 | Amy Poehler            | Parks and Recreation    | Leslie Knope                                          |
| 2015 | Gina Rodriguez         | Jane the Virgin         | Jane Gloriana Villanueva                              |
| 2015 | Lily Tomlin            | Grace and Frankie       | Frankie Bergstein                                     |